# Platyoides fitzsimonsi
Platyoides fitzsimonsi là một loài nhện trong họ Trochanteriidae. Loài này phân bố ở Namibië.